# هيلدر تافاريس
هيلدر تافاريس (بالبرتغالية: Hélder Tavares‏) هو لاعب كرة قدم برتغالي في مركز الوسط، ولد في 26 ديسمبر 1989 في Olivais, Lisbon ‏ في البرتغال. شارك مع منتخب الرأس الأخضر لكرة القدم. أما مع النوادي، فقد لعب مع آلتاي إزمير وغيرسون سبور ونادي أوتسيلول غالاتسي ونادي بيرا مار ونادي تونديلا ونادي فولنتاري.

## وصلات خارجية
- هيلدر تافاريس على موقع اتحاد تركيا (لاعب) (الإنجليزية)
- هيلدر تافاريس على موقع قاعدة بيانات كرة القدم.إي يو (الإنجليزية)
- هيلدر تافاريس على موقع ناشيونال فوتبول تيمز (الإنجليزية)
- هيلدر تافاريس على موقع Soccerway.com (الإنجليزية)
- هيلدر تافاريس على موقع AS.com (الإسبانية)